# Emoia guttata
Emoia guttata — вид сцинкоподібних ящірок родини сцинкових (Scincidae). Ендемік Папуа Нової Гвінеї.

## Поширення і екологія
Emoia guttata відомі з типової місцевості, розташованої в долині річки Булоло на півночі півострова Папуа, в провінції Моробе. Вони живуть у вторинних заростях та на плантаціях, рідше у вологих тропічних лісах. Зустрічаються на висоті від 900 до 1750 м над рівнем моря.